# Superliga 2016-2017 (fotbal feminin)
Superliga 2016–2017 a fost al 27-lea sezon al primei divizii a fotbalului feminin din România. Competiția a fost câștigată de Olimpia Cluj.

## Echipe participante
| Echipă                            | Oraș              |
| --------------------------------- | ----------------- |
| CFR 1933 Timișoara                | Timișoara         |
| CSȘ Târgoviște                    | Târgoviște        |
| Asociația „Fotbal Club Fair-Play” | București         |
| Heniu Prundu Bârgăului            | Prundu Bârgăului  |
| Independența Baia Mare            | Baia Mare         |
| Navobi Iași                       | Iași              |
| Olimpia Cluj                      | Cluj-Napoca       |
| Clubul Sportiv Real Craiova       | Craiova           |
| ASA 2013 Târgu Mureș              | Târgu Mureș       |
| Vasas Femina Odorhei              | Odorheiu Secuiesc |

## Sezon
| Acasă \ Deplasare      | CFR  | FPB  | NAV | HEN | OLI  | REA  | TGV | TGM  | IBM  | VAS  |
| ---------------------- | ---- | ---- | --- | --- | ---- | ---- | --- | ---- | ---- | ---- |
| CFR Timișoara          |      | 11–2 | 0–0 | 1–3 | 1–6  | 6–0  | 9–2 | 4–1  | 2–1  | 3–1  |
| Fair Play București    | 3–5  |      | 1–3 | 2–5 | 0–9  | 9–0  | 2–5 | 4–11 | 4–1  | 1–2  |
| Navobi Iași            | 2–1  | 9–0  |     | 5–1 | 2–7  | 8–0  | 5–0 | 4–0  | 7–0  | 5–2  |
| Heniu Prundu Bârgăului | 1–7  | 8–1  | 1–4 |     | 1–3  | 5–2  | 8–1 | 0–4  | 2–1  | 3–0  |
| Olimpia Cluj           | 11–0 | 5–0  | 7–2 | 8–0 |      | 12–0 | 8–0 | 3–0  | 15–0 | 8–0  |
| Real Craiova           | 0–3  | 6–3  | 2–1 | 2–6 | 0–10 |      | 1–3 | 3–0  | 3–2  | 3–0  |
| CSȘ Târgoviște         | 1–4  | 7–3  | 1–6 | 4–1 | 0–8  | 1–0  |     | 1–1  | 2–2  | 6–2  |
| ASA Târgu Mureș        | 3–1  | 11–0 | 3–1 | 1–3 | 1–5  | 2–0  | 6–1 |      | 9–3  | 11–0 |
| Independența Baia Mare | 1–5  | 2–2  | 2–8 | 3–1 | 0–11 | 1–3  | 1–0 | 3–0  |      | 2–2  |
| Vasas Odorhei          | 0–0  | 2–3  | 1–1 | 2–0 | 0–7  | 4–0  | 3–0 | 2–0  | 1–0  |      |

| Loc | Echipa                     | MJ | V  | E | Î  | GM  | GP  | DG   | Pct | Calificare                  |
| --- | -------------------------- | -- | -- | - | -- | --- | --- | ---- | --- | --------------------------- |
| 1   | Olimpia Cluj (C)           | 18 | 18 | 0 | 0  | 143 | 7   | +136 | 54  | Liga Campionilor 2017-2018  |
| 2   | Navobi Iași (R)            | 18 | 12 | 2 | 4  | 74  | 29  | +45  | 38  | Retrogradare în Liga a II-a |
| 3   | CFR Timișoara              | 18 | 11 | 2 | 5  | 69  | 38  | +31  | 35  |                             |
| 4   | ASA Târgu Mureș            | 18 | 10 | 1 | 7  | 69  | 35  | +34  | 31  |                             |
| 5   | Heniu Prundu Bârgăului     | 18 | 9  | 0 | 9  | 49  | 51  | −2   | 27  |                             |
| 6   | Vasas Odorhei              | 18 | 6  | 3 | 9  | 24  | 53  | −29  | 21  |                             |
| 7   | CSȘ Târgoviște             | 18 | 6  | 2 | 10 | 35  | 70  | −35  | 20  |                             |
| 8   | Real Craiova               | 18 | 6  | 0 | 12 | 26  | 74  | −48  | 18  |                             |
| 9   | Fair Play București        | 18 | 3  | 1 | 14 | 37  | 103 | −66  | 10  |                             |
| 10  | Independența Baia Mare (R) | 18 | 2  | 3 | 13 | 22  | 88  | −66  | 9   | Retrogradare în Liga a II-a |

1. ↑  După sezon Navobi Iași s-a înscris în Liga a II-a.[1]